# Subdivisões de Roma
A subdivisão administrativa de Roma consiste na divisão do território da comuna de Roma em 15 sub-comunas, designados municípios (anteriormente designados como "circunscrições").

## Municípios
| Município                                        | População 31 de dezembro de 2015 | Área km² | Densidade por km² | Mapa                     |
| ------------------------------------------------ | -------------------------------- | -------- | ----------------- | ------------------------ |
| Municipio I – Centro Histórico                   | 186.802                          | 19,91    | 9.382             | Os 15 municípios de Roma |
| Municipio II – Parioli/Nomentano                 | 167.736                          | 19,60    | 8.567             | Os 15 municípios de Roma |
| Municipio III – Monte Sacro                      | 204.514                          | 97,82    | 2.091             | Os 15 municípios de Roma |
| Municipio IV – Tiburtina                         | 177.084                          | 49,15    | 3.603             | Os 15 municípios de Roma |
| Municipio V – Prenestino/Centocelle              | 246.471                          | 27,00    | 9.137             | Os 15 municípios de Roma |
| Municipio VI – Roma Delle Torri                  | 256.261                          | 113,40   | 2.261             | Os 15 municípios de Roma |
| Municipio VII – Appio-Latino/Tuscolano/Cinecittà | 307.607                          | 46,80    | 6.580             | Os 15 municípios de Roma |
| Municipio VIII – Appia Antica                    | 131.082                          | 47,29    | 2.772             | Os 15 municípios de Roma |
| Municipio IX – EUR                               | 180.511                          | 183,17   | 985               | Os 15 municípios de Roma |
| Municipio X – Ostia/Acilia                       | 230.544                          | 150,64   | 1.530             | Os 15 municípios de Roma |
| Municipio XI – Arvalia/Portuense                 | 154.871                          | 70,90    | 2.185             | Os 15 municípios de Roma |
| Municipio XII – Monte Verde                      | 140.996                          | 73,12    | 1.928             | Os 15 municípios de Roma |
| Municipio XIII – Aurelia                         | 133.813                          | 68,70    | 1.949             | Os 15 municípios de Roma |
| Municipio XIV – Monte Mario                      | 190.513                          | 131,30   | 1.451             | Os 15 municípios de Roma |
| Municipio XV – Cassia/Flaminia                   | 158.561                          | 186,70   | 849               | Os 15 municípios de Roma |

## Zonas históricas (Rioni)

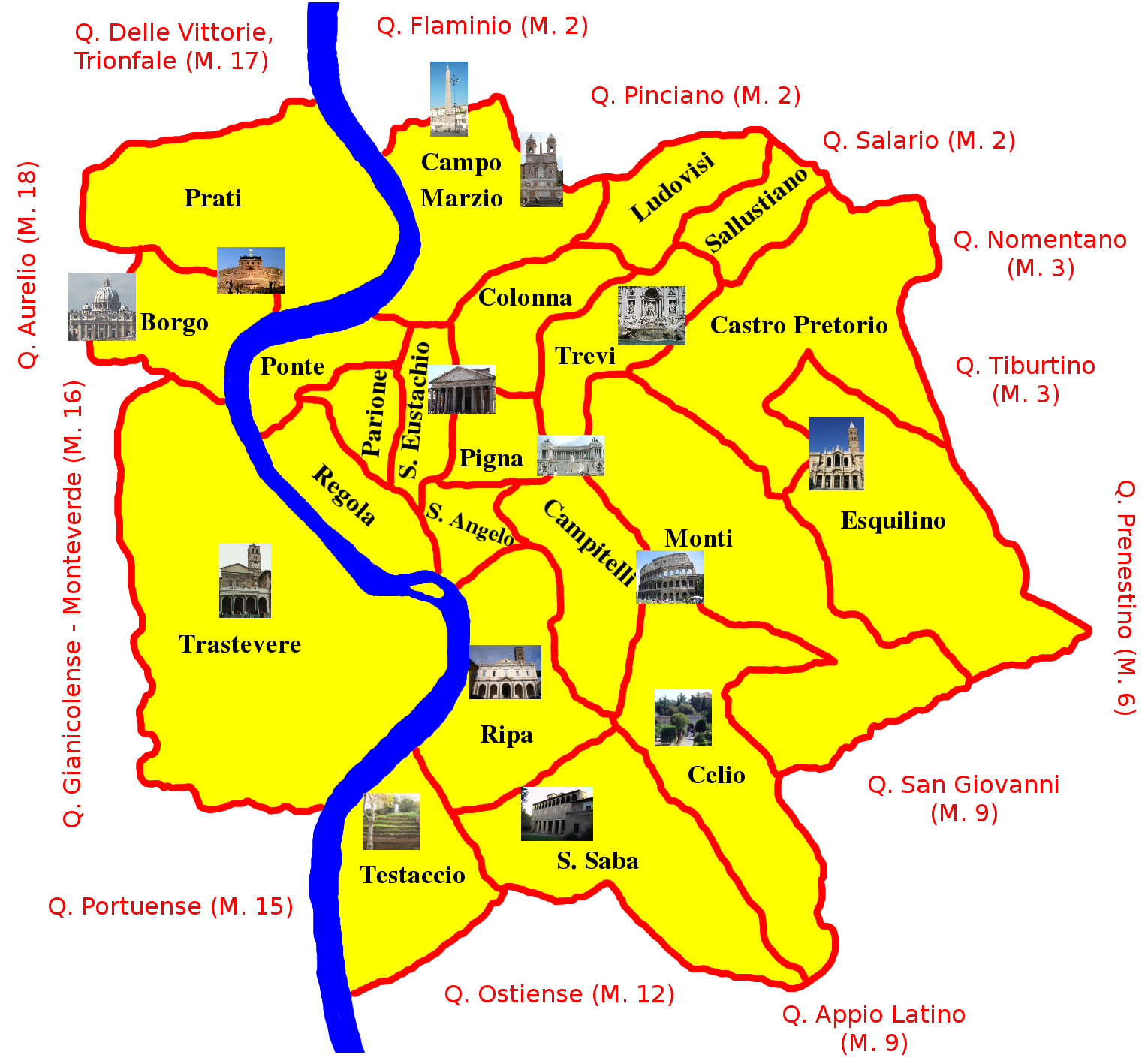
Rioni de Roma

Por outro lado, o centro histórico de Roma encontra-se subdividido em 22 regiões, os rioni:
- Rione I - Monti
- Rione II - Trevi
- Rione III - Colonna
- Rione IV - Campo Marzio
- Rione V - Ponte
- Rione VI - Parione
- Rione VII - Regola
- Rione VIII - Sant'Eustachio
- Rione IX - Pigna
- Rione X - Campitelli
- Rione XI - Sant'Angelo
- Rione XII - Ripa
- Rione XIII - Trastevere
- Rione XIV - Borgo
- Rione XV - Esquilino
- Rione XVI - Ludovisi
- Rione XVII - Sallustiano
- Rione XVIII - Castro Pretório
- Rione XIX - Celio
- Rione XX - Testaccio
- Rione XXI - San Saba
- Rione XXII - Prati

## Quartieri
- A: Alexandrino, Ápio Claudio, Ápio Latino, Appio Pignatelli, Ardeatino, Aurélio
- C: Collatino, Castel Giubileo
- D: Della Vittoria, Don Bosco
- E: EUR
- F: Flamínio
- G: Gianicolense, Giuliano Dalmata
- L: Lido di Castel Fusano, Lido di Ostia Levante, Lido di Ostia Ponente
- M: Monte Sacro, Monte Sacro Alto (ou Talenti)
- N: Nomentano
- O: Ostiense
- P: Parioli, Pinciano, Portuense, Centocelle, Prenestino-Labicano, Primavalle
- S: Salario, San Lorenzo
- T: Tiburtino, Tor di Quinto, Trieste, Trionfale, Tuscolano

### Zonas
- A: Acilia Nord, Acilia Sud, Acqua Vergine, Aeroporto de Roma-Ciampino
- B: Borghesiana
- C: Capannelle, Casal Boccone, Casal Morena, Casal Palocco, Casalotti, Castel di Decima, Castel di Guido, Castel di Leva, Castel Fusano, Castel Giubileo, Castel Porziano, Cecchignola, Cesano
- F: Fonte Ostiense
- G: Grottarossa
- I: Isola Farnese
- L: La Giustiniana, La Pisana, La Rustica, La Storta, Labaro, Lunghezzaa
- M: Maccarese Nord, Magliana Vecchia, Marcigliana, Mezzocammino
- O: Ostia Antica, Ottavia
- P: Pietralata, Polline Martigna, Ponte Galeria, Ponte Mammolo, Prima Porta
- S: San Basilio, S. Maria di Galeria, S. Vittorino, Settecamini
- T: Tomba di Nerone, Tor Bellamonaca, Tor Cervara, Tor de' Cenci, Tor di Valle, Tor S. Giovanni, Tor Sapienza, Torre Angela, Torre Gaia, Torre Maura, Torre Spaccata, Torrenova, Torricola, Torrino
- V: Val Melaina, Vallerano

### Outras designações
- A: Acilia, Acqua Acetosa, Acqua Acetosa Ostiense, Alberone, Alexandrino, Appia-Pignatelli, Ápio Latino, Arco di Travertino, Ardeatina-Millevoi, Ardeatino, Aurélio, Axa
- B: Balduina, Belsito, Boccea, Bravetta, Bufalotta
- C: Caffarella, Camilluccia, Capannelle, Casal Bertone, Casal Boccone, Casal Bruciato, Casal Brunori, Casal del Marmo, Casal de' Pazzi, Casaletto, Casal Lumbroso, Casalotti, Casalpalocco, Casal Selce, Case Rosse, Casetta Mattei, Casilino 23, Cassia, Castel Giubileo, Castello della Cecchignola, Castelverde, Cecchignola, Centocelle, Cesano, Cinecittà, Cinquina, Montesacro|Città Giardino, Colle dei Pini, Colle di Mezzo, Colle Della Strega, Colli Aniene, Colli Portuensi, Corviale,
- D: Giulio Dalmata, Delle Valli, Delle Vittorie, Divino Amore, Don Bosco, Dragona, Dragoncello, Due Ponti
- E: Eur
- F: Falcognana, Fidene, Finocchio, Flamínio, Fleming, Fonte Laurentina, Fonte Meravigliosa, Foro Italico
- G: Garbatella, Gianicolense, Giardinetti, Grotta Perfetta, Grottarossa
- I: Idroscalo, Infernetto
- L: Labaro-Prima Porta, La Giustiniana, La Parrocchietta, La Romanina, La Storta, Laurentino 38, Lucchina, Lunghezza
- M: Magliana, Malafede, Malagrotta, Mandrione, Marconi, Massimina, Medaglie d'Oro, Miani, Montagnola, Monte Antenne, Montecucco, Monte Mario, Montemigliore, Monte Sacro, Montespaccato, Monteverde Nuovo, Monteverde Vecchio, Monti di Creta, Morena, Mostacciano, Muratella
- N: Nomentano, Nuovo Salario Nuovo Trastevere
- O: Olgiata, Osteria del Curato, Ostia, Ostiense, Borgata Ottavia, Ottavo Colle
- P:  Parco dei Medici, Parioli, Pietralata, Pigneto, Pineta Sacchetti, Pinciano, Pisana, Ponte Galeria, Ponte Mammolo, Ponte Milvio, Porta di Roma, Porta Maggiore, Portonaccio, Portuense, Prati Fiscali, Prato della Signora, Prato Smeraldo, Prenestino, Primavalle
- Q: Quadraro, Quarticciolo, Quarto Miglio
- R: Rebibbia, Roma 70
- S: Salario, San Basilio, San Lorenzo, San Paolo, Santa Maria del Soccorso, Saxa Rubra, Schizzanello, Selva Candida, Selvotta, Serpentara, Settebagni, Settecamini, Spinaceto, Spregamore, Statuario
- T: Talenti, Tiburtino, Tomba di Nerone, Tor Bella Monaca, Tor Carbone, Tor de' Cenci, Tor di Quinto, Tor di Valle, Tor Marancia,  Tor Pagnotta, Tor Sapienza, Tor Tre Teste, Tor Vergata, Torpignattara, Torraccia, Torre Angela, Torre Spaccata, Torrevecchia, Torrino, Tre Fontane, Trieste, Trigoria, Trionfale, Trullo, Tufello, Tuscolano
- V: Val Cannuta, Valle Aurelia, Valle Giulia, Valleranello, Vallerano, Verano, Vigna Clara, Vigna Murata, Villa Certosa, Villaggio Olimpico, Vitinia